# Ангелаки Иванчов
Ангелаки Иванчов (известен и като Войнович) е крупен български търговец на зърно и вълна от Лом (по него време градът се е наричал Лом-Паланка), след Освобождението става първия кмет на Лом.

## Биография
Роден е във Враца, но няма запазени данни за датата на неговото раждане. Завършва гимназия в Белград, Княжество Сърбия. Започва да се занимава с търговия. През 1850 година се установява в Лом. Търговията му се разраства, има контакти с търговци от Сърбия, Румъния и Австро-Унгария. Един от първите българи търговци, които ползват речни шлепове за търговия по река Дунав.
Запознава се с Кръстьо Пишурка - учител в Лом и радетел на читалищното дело. Ангелаки Иванчов се захласва по театралното дело (първото театро на Пишурка - „Многострадална Геновева“ вече се е състояло в Лом), превежда от гръцки пиесата „Велизарий“ (ит. Belisario) на Гаетано Доницети и заедно с Пишурка организират представлението станало известно като „Велизариева опера“. Впоследствие Пишурка бива наклеветен от местните чорбаджии и турските власти го арестуват, като по този начин театралните постановки в Лом са преустановени до Освобождението.
Ангелаки Иванчов става член на местния революционен комитет създаден от съратника на Васил Левски - Тодор Пеев. По време на Временното руско управление е председател на градския съвет на Лом. Като такъв „по право“ участва в Учредителното събрание в Търново 1879 година. Консерватор по убеждения. Избран е и като депутат в I ВНС за избор на княз.